# Будейовицка (станция метро)
Будейовицка (чеш. Budějovická — станция пражского метрополитена находится на линии C  между станциями «Качеров» и «Панкрац».

## Характеристика станции
Станция была открыта 9 мая 1974 года в составе первого пускового участка линии C «Florenc — Kačerov».

## Расположение
Станция расположена в районе Панкрац, под Будейовицкой улицей. Оба выхода выводят в сторону ТРЦ «DBK Budějovická», гостинице Ilf и администрации района Прага 4. Также от станции расходятся пригородные автобусные маршруты.